# Kuanaro
Der Kuanaro (auch: Ravine Viville) ist ein kurzer Bach an der Ostküste von Dominica im Parish Saint David.

## Geographie
Der Kuanaro entspringt auf der Anhöhe von Gaulette und fließt nach Südosten, wo er nur wenige Meter von der Mündung des Mahaut River entfernt in der Anse Mahaut in den Atlantik mündet.